# Лаки Хлоя
Лаки Хлоя (англ. Lucky Chloe — «Счастливая Хлоя»; яп. ラッキー・クロエ Ракки: Куроэ) — персонаж серии игр Tekken, впервые появившийся в Tekken 7.
Хлоя — девочка-подросток в «костюме котика» розового, чёрного и белого цветов с кошачьими ушками, хвостом и лапами. Является отаку — одержимой японской поп-культурой. Говорит на японском и английском языке с японским акцентом. У Лаки Хлои европеоидная внешность: светлые волосы, голубые глаза. Она нанята корпорацией G в качестве рекламного лица бренда.

## Появление

### ВTekken
Лаки Хлоя — поп-идол и лицо бренда корпорации G. Когда Эдди Горду ворвался в корпорацию G и выбил охранника, Лаки Хлоя загородила ему путь в здание. Она оставила ему свою визитку, в которой бросает ему вызов, предлагая сразитесь с ней, и если он проиграет, ему придётся работать в подтанцовке Хлои. Не дождавшись решения Эдди, Хлоя вступила в седьмой турнир «Король Железного кулака» и начала подготовку к бою с ним.

## Внешний вид и игровой процесс
Дизайн Лаки Хлои был разработан Юсукэ Кодзаки — дизайнером персонажей, который также работал над Fire Emblem Awakening и No More Heroes. Внешний вид персонажа вызвал жалобы на таких форумах, как NeoGAF, и некоторые из них попросили продюсера Tekken Кацухиро Хараду убрать персонажа из игры. Другие, в свою очередь, назвали её моэ — чрезмерно увлечённой японской анимацией, — и заявили, что её образ слишком выбивается из традиционных образов персонажей файтингов. Харада в шутку написал в Twitter, что он подумает над тем, чтобы сделать Хлою эксклюзивным персонажем только для азиатских и европейских версий Tekken и создать мускулистого скинхеда для североамериканского рынка. В марте 2015 года Харада заявил, что Лаки Хлоя создана, чтобы привлечь больше игроков.
Боевой стиль Хлои — фристайл-данс — смесь брейк-данса и акробатики. Согласно немецкой версии GamePro, «Хлоя отнимает здоровье противников своими гибкими средними и последовательными нижними ударами — является сравнительно агрессивным персонажем, боевой стиль которого соответствует его костюму котика».
Фигурка Лаки Хлои в 1/7 была выпущена в июле 2016 года фирмой Kotobukiya. Дизайн был разработан Суня Ямаситой.

## Отзывы
Лаки Хлоя получила смешанные отзывы. В Eurogamer заявили, что «Лаки Хлоя разделила сообщество файтинговых игр, некоторые из которых критиковали её японский дизайн идола как нецепляющий и обычный. Другие указывают на то, что Tekken имеет традицию добавления диковинных персонажей, многие из которых призваны привлекать японскую аудиторию». В ToonZone поинтересовались, не пересёк ли Tekken 7 черту, включив Лаки Хлою в игру: «Файтинги не должны быть „реалистичными“, они должны быть правдоподобными или, по крайней мере, правдоподобными в контексте мира. Если вы сравните Street Fighter с Tekken, вы увидите чёткие различия между бойцами и их стилями. Но даже в этих мирах, что правдоподобно, а что нет, понятно. Встречайте… Лаки Хлоя…». В издании также заявили: «Она не была правдоподобной в контексте Tekken 7. Была ли этому причина в её комичном костюме, или в том, что её руки по сути являются плюшевыми, или даже в её боевом стиле с элементами брейк-данса, фанаты просто не могли вложить в неё деньги». В WhatCulture объявили её худшим персонажем в Tekken 7, добавив: «Персонаж, который будто чувствует, что раздражает своим хардкорным видом. На эстетику Лаки Хлои слишком сильно влияют самые стереотипные образы из аниме, но на практике её боевая система просто не выдерживает критики». В издании также критикуют её «Rage Art» за то, что он «невероятно дешёвый из-за её „подката“ под других персонажей при задействовании».
В Den of Geek саркастически прокомментировали критику персонажа, заявив: «Да, кажется, что девушка, одетая как кошка, просто не вписывается в набор таких персонажей, как боксирующий кенгуру, человек из дерева, девушка-робот с руками-бензопилами, и… кем бы там ни был, чёрт возьми, Ёсимицу». GameSpot был более нейтральным в отношении неё, заявив, что «серия Tekken известна своими причудливыми персонажами, поэтому необычный дизайн Лаки Хлои является не таким уж неожиданным». В списке персонажей, являющихся смешнее Хлои, в Eurogamer отметили её схожесть с «гибкими, обалденными бойцами», а также похвалили её «радужную» позу. В GameRevolution высказали мнение, что Хлоя «наверняка станет любимицей фанатов», ссылаясь на её одержимость японской культурой. В российском 3DNews заявили, что у Лаки Хлои «есть неплохие шансы потеснить Эдди с трона раздражающих нижних атак».